# Gabriel Matei
Gabriel Matei (n. 26 februarie 1990, Curtea de Argeș, Argeș, România) este un fotbalist român, care joacă pe post de fundaș lateral la Leczna în I liga. Pe plan internațional, are prezențe la națională pentru România Sub-21.